# Cueva de las Manos

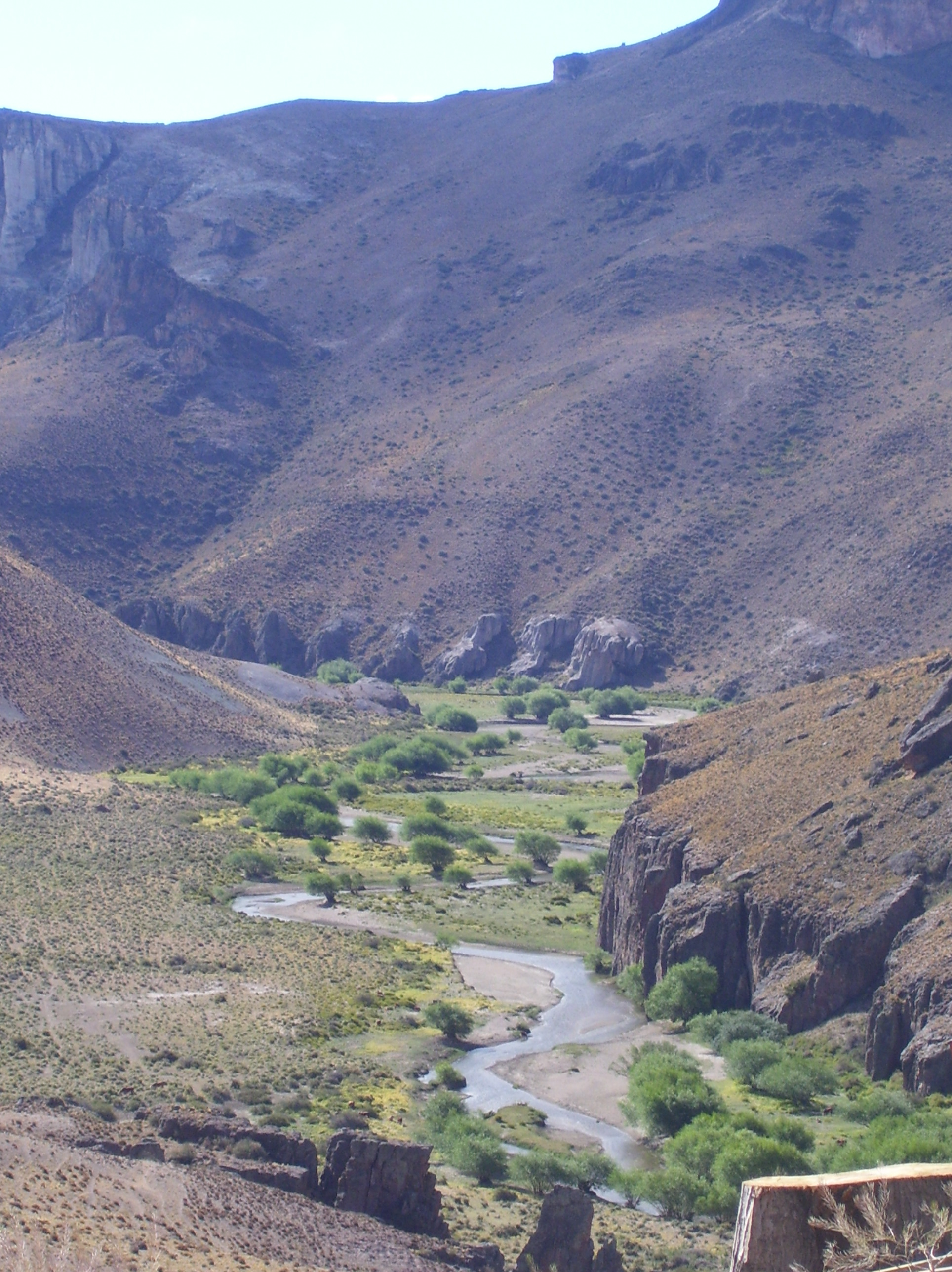
Cañadón del río Pinturas.

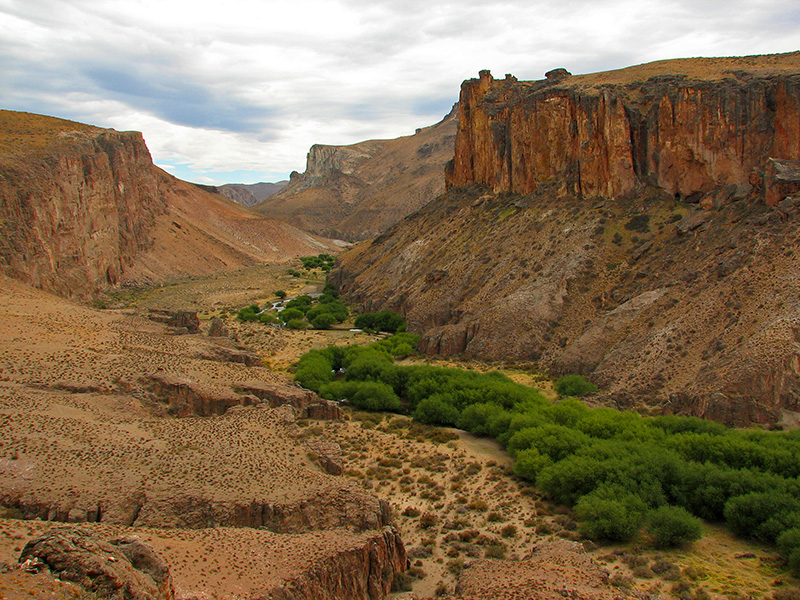
Valle del río Pinturas.

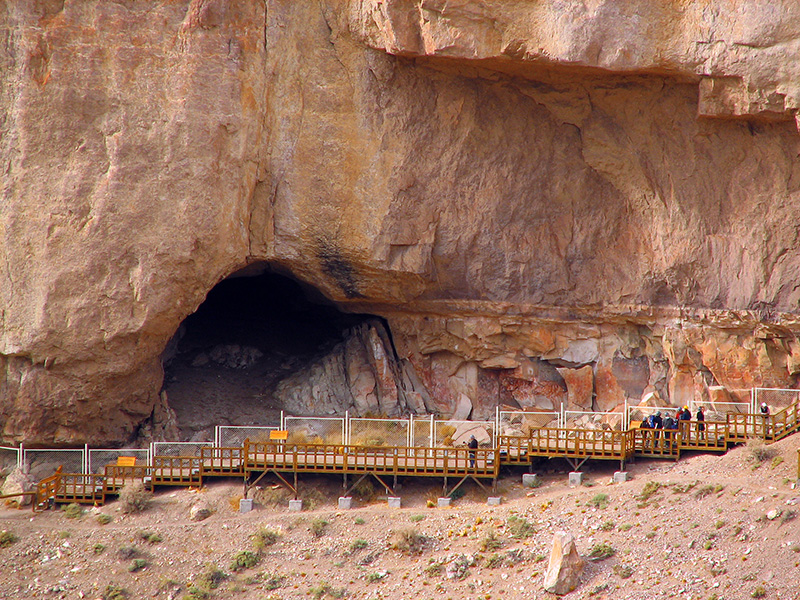
Entrada a la Cueva de las Manos.

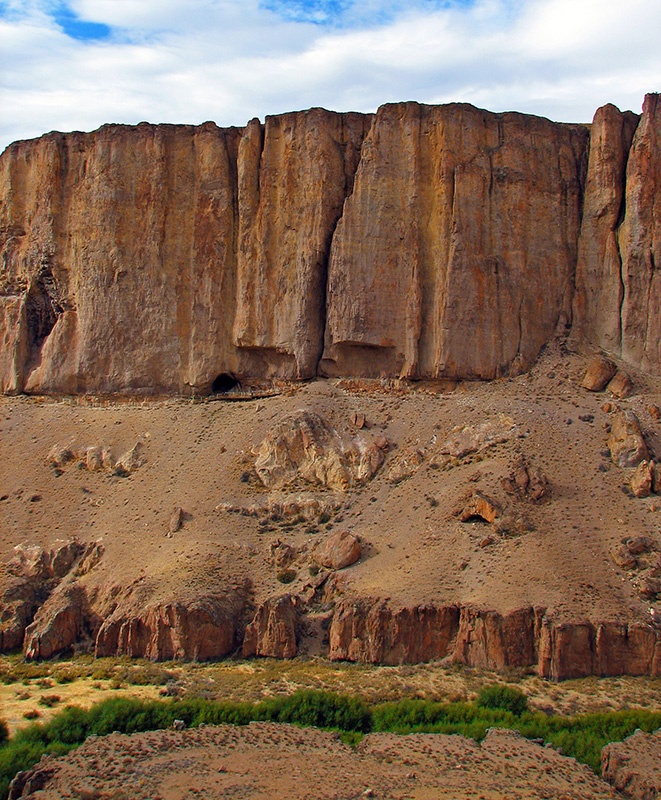
Paredón del valle.

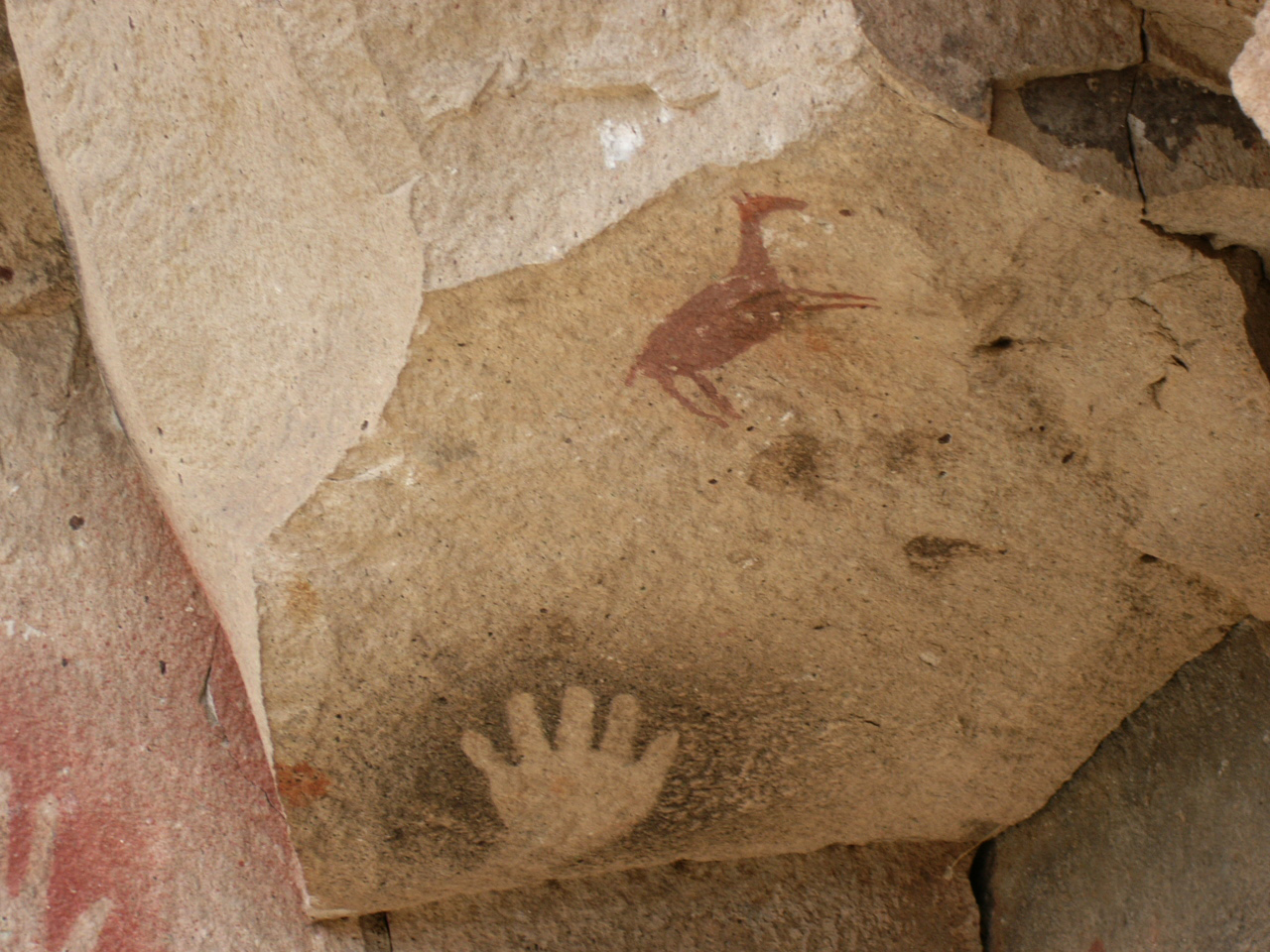
Cueva de las Manos

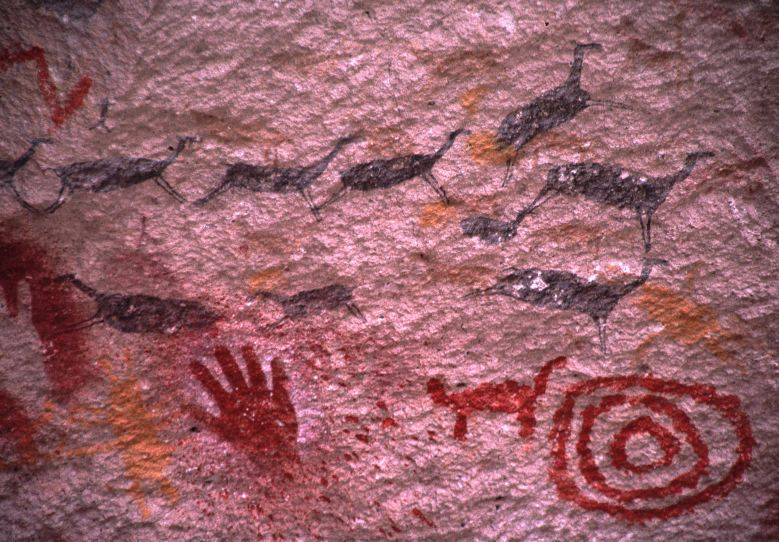
Otra pintura rupestre en la Cueva de las Manos

La Cueva de las Manos es un sitio arqueológico con pinturas rupestres, ubicado en el profundo cañón del río Pinturas, al noroeste de la Provincia de Santa Cruz, Patagonia, Argentina. Se encuentra a 88 metros de altura, en la Estancia Cueva de las Manos, entre las localidades de Perito Moreno y Bajo Caracoles, departamento Lago Buenos Aires. La cueva tiene 20 m de profundidad, 10 m de alto y 15 m de ancho, y es de difícil acceso.
Su interés radica en la belleza de las pinturas rupestres, así como en su gran antigüedad: hasta el momento, las inscripciones más antiguas están fechadas en 7350 a. C. Se trata de una de las expresiones artísticas más antiguas de los pueblos sudamericanos. Ha sido designada Monumento Histórico Nacional en 1993 y declarada Patrimonio de la Humanidad por la Unesco en 1999.
Si bien en su interior también se hallaron vestigios de materiales líticos, fogones con restos, huesos y pieles de animales que eran la base de la subsistencia de los cazadores-recolectores, en este sitio arqueológico se destaca la complejidad del arte paleolítico, que permite entender cómo vivieron aquellas sociedades del pasado.
La Cueva de las Manos pertenece a una serie de sitios arqueológicos americanos, como Monte Verde (Chile), Pedra Furada (Brasil) y Piedra Museo (Argentina), entre otros, que están cuestionando la tradicional teoría del poblamiento tardío de América, para sostener una teoría del poblamiento temprano (pre-Clovis).
Otro asentamiento cercano fue ubicado en Los Toldos, también en la provincia de Santa Cruz, con restos que datan de hace 12 500 años AP (10 500 a. C.).

## Características
Para acceder a la Cueva se puede utilizar la Ruta Nacional 40 y, al llegar, los turistas pueden recorrer primero el Centro de Interpretación, cuyo guion museológico fue realizado por especialistas del Instituto Nacional de Antropología y Pensamiento Latinoamericano (INAPL). Allí se ofrece un panorama sobre el modo de vida de las poblaciones originarias, las características medioambientales y la historia de los primeros exploradores.
Además, se puede ver una excavación arqueológica y conocer las técnicas del arte rupestre. El Centro le permite a aquellas personas que visitan el lugar y que por alguna razón no pueden recorrer el largo circuito entre rocas, acceder al conocimiento del lugar. Otro punto de este viaje al pasado es visitar el Museo de Arqueología «Carlos J. Gradin» en la localidad de Perito Moreno, que fue creado a instancias de los vecinos y que lleva el nombre del que fuera uno de los primeros investigadores de la Cueva de las Manos. Carlos Gradin dedicó más de treinta años a la búsqueda de respuestas, con el respaldo financiero del CONICET y el apoyo técnico de los arqueólogos Ana M. Aguerre y Carlos A. Aschero. Gracias a este esfuerzo —que implicó tanto relevamientos pictográficos como excavaciones—, hoy se sabe que en la Cueva de las Manos está representada una secuencia cultural ininterrumpida de más de ocho milenios y medio. Para los antiguos cazadores de guanacos significó mucho más que un refugio circunstancial. Fue un espacio sacralizado, algo así como una catedral.
A pesar de que la cueva es conocida por viajeros occidentales desde el siglo XIX (siendo el primero el perito de límites Francisco Pascasio Moreno), las investigaciones arqueológicas se iniciaron en la década de 1960. Estas demostraron que los antiguos habitantes vivían de la caza y la recolección de vegetales silvestres. Además de las «manos pintadas» también se encuentran formas como círculos, óvalos y figuras estrelladas, entre muchas otras más.
Las manos no fueron pintadas sobre la roca sino estarcidas sobre la piedra. Esto significa que aquellos antiguos habitantes apoyaban la palma de la mano sobre el techo o pared de la cueva y luego la cubrían de pintura.

## Arte rupestre

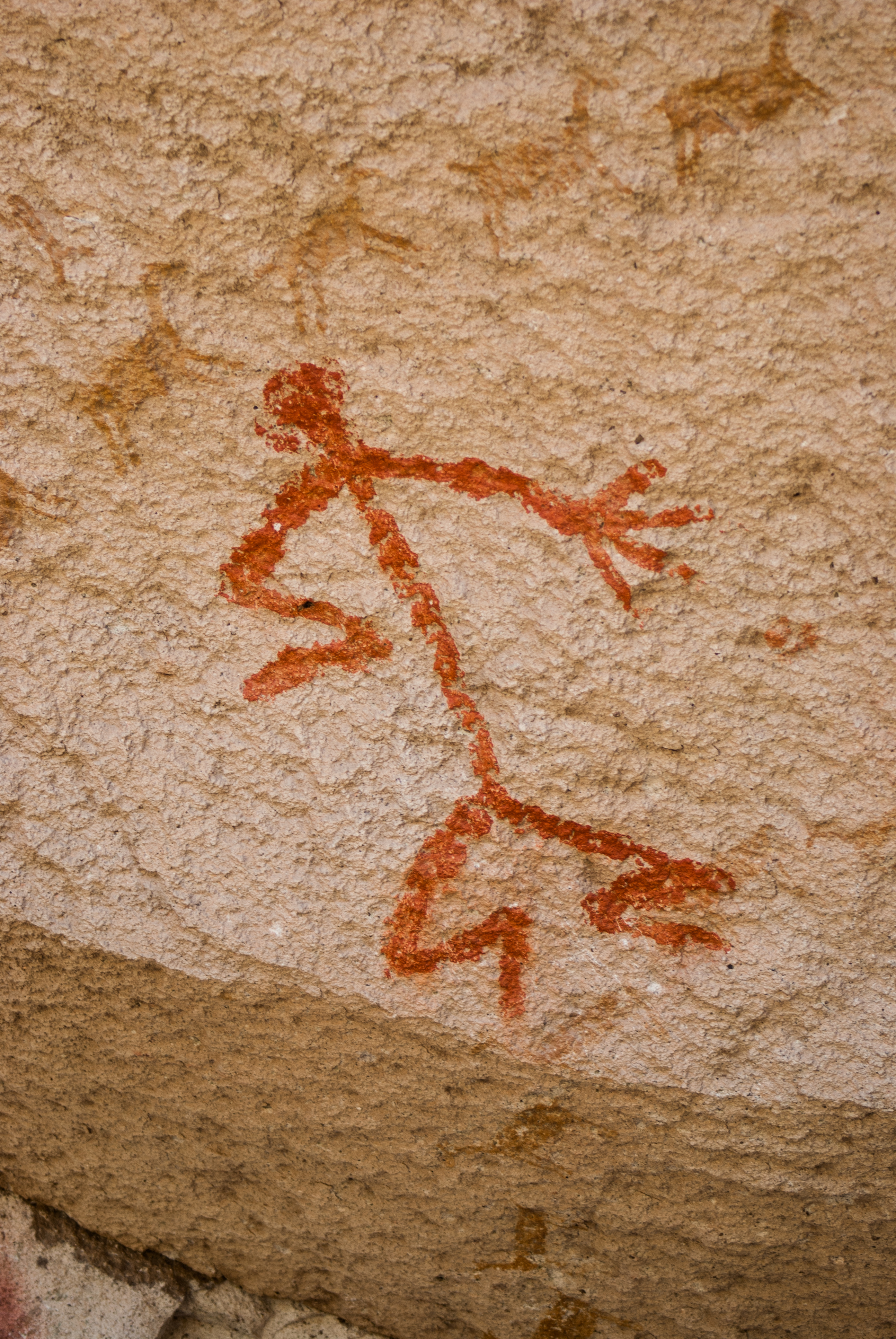
Pinturas rupestres, símbolos humanos.

La principal cueva está tallada por la erosión en los elevados paredones que acompañan al valle del alto río Pinturas en el noroeste de la provincia de Santa Cruz, y al sur de la ciudad de Perito Moreno. La cueva posee varios aleros, y presenta en su interior pinturas rupestres realizadas durante un extenso período que va desde 9300 AP hasta 1300 AP. Son las primeras manifestaciones artísticas que se conocen de los pueblos sudamericanos.
En tales pinturas se observan figuras que reproducen elementos relacionados con la vida cotidiana de los tehuelches y sus antecesores, antiguos pueblos cazadores-recolectores. De todas ellas las más célebres y antiguas son las siluetas en positivo y en negativo de las manos (se han contado 829), en ciertos casos superpuestas. Tales siluetas fueron realizadas por antiguos métodos de aerografía (el material cromático se aplicaba en forma de aerosol soplado a través de los huecos medulares de pequeños huesos de animales).
Asimismo, se pueden observar siluetas de animales (principalmente guanacos y choiques, aunque también se ven otros animales como piches y matuastos). Se cree que eran los principales componentes de la dieta de los antiguos pueblos y por ello era frecuente que se mostraran escenas de la caza colectiva de estos animales.
En cuanto a la representación de la figura humana, esta también se encuentra aunque en menor frecuencia y con formas lineales.
Son más comunes los motivos geométricos (principalmente espirales), que estarían representando simbólicamente a las hoy ignotas deidades.
La gama de colores dominante es la que implica al rojo, ocre, amarillo, blanco y negro. Se los confeccionaba con frutos, plantas y rocas molidas. También —por magia contagiosa (según la clasificación de Frazer)— se utilizaba la sangre de los animales cazados y la grasa de los mismos como aglutinante.
Los temas responden a tres períodos distintos; el más antiguo —y menos abstracto— es rico en escenas de caza; en el período intermedio sobresalen las manos que se encuentran acompañadas secundariamente por la representación de animales aislados; en el último período la temática preponderante es la de motivos geométricos, líneas, puntos y mandalas de los cuales se desconoce su significado.

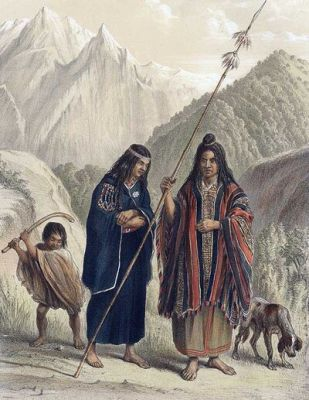
Quillango o Kai Ajnún (Kai, manta; Ajnún, pintada), específicamente una capa compuesta por trece pieles de guanacos pequeños o «chulengos», es decir, guanacos nonatos o de crías no mayores a dos meses. Empleaban también otra clase de pieles, como las del puma, zorros, gato montés, zorrino, caballo, vacuno y hasta cuero de avestruz, con el pelaje siempre hacia el interior y dejando el cuero exterior para adornarlo con pinturas decorativas con formas geométricas de Choiols, o sea, representaciones de la Cruz del Sur.

Durante el tercer período (3300 a 1500 a. C.), el abandono del realismo naturalista de los inicios se acentúa y —junto a las infaltables manos estarcidas— aparecen hombres y guanacos de tratamiento esquemático, huellas de ñandú y seres fantásticos, mezcla de saurio y humano. Después, con los antecesores directos de los tehuelches, la abstracción triunfa definitivamente y las oquedades del Alto Río Pinturas se llenan de triángulos opuestos por el vértice, círculos concéntricos, líneas puntiformes y zigzags de un rojo intenso. Esta tendencia culminó con las laberínticas composiciones que adornaban los quillangos (cobertores o mantos hechos de pieles cosidas) y toldos de los indígenas que tomaron contacto con los europeos. El registro de la Cueva de las Manos termina dos siglos antes de la llegada de Cristóbal Colón.
En 1876, el ilustre explorador argentino Francisco Pascasio Moreno descubrió estas obras de arte precolombino y realizó un informe pormenorizado de este importante hallazgo arqueológico.

## Significado
El significado de tales representaciones es actualmente hipotético, aunque se especula que formaría parte de un ritual. También existen impresiones en positivo de las manos (es decir, logradas mediante el apoyo en las paredes de la palma de las manos teñidas con pintura). También es posible que, como parte de una ceremonia o ritual, pintaron las cuevas con las manos dejando constancia de su presencia en el acto. Es interesante observar que la mayoría de las manos pintadas o calcadas son manos izquierdas.

## Peligro de destrucción
En la actualidad, debido al turismo irresponsable y a la falta de un marco legal, la mayoría de las cuevas del país están en peligro. La Cueva de las Manos es una de ellas. El ambiente natural de una cueva tiene como principales características la oscuridad, la temperatura y el nivel de humedad estable. Ese ambiente —que alberga fauna, lagos, galerías subterráneas, depósitos minerales antiguos, interés arqueológico y tierra precisamente guardada— se encuentra amenazado por la excesiva visita de turistas.
Según afirmaciones del vicepresidente de la FADE (Federación Argentina de Espeleología), «sin un estudio previo y un plan de manejo en una cueva, la presencia humana de manera constante causa alteraciones en el medio con un impacto, a veces, irreversible». Junto a ello aseguró que «el objetivo del desarrollo sustentable es que el uso de los recursos sea sostenible en el tiempo y que las generaciones futuras tengan el mismo beneficio de visitar esa misma cueva».
La Cueva de las Manos, declarada Patrimonio de la Humanidad por la Unesco en 1999, ha sufrido diversas formas de vandalismo, tales como pintadas, escrituras y roturas de paredes.
Según el presidente de la FADE, «las cavernas contienen información única para la reconstrucción de paleoclimas: a partir del estudio de estalactitas y estalagmitas se pueden reconstruir los climas de superficie de hace 50 000 años». El riesgo de la presencia no supervisada de turistas se evidencia por los daños que han sufrido los espeleotemas.
Las actividades vinculadas a la explotación minera, aún las realizadas a cierta distancia y en etapas de exploración, representan un riesgo por la posibilidad de derrumbes y la posible afectación de la calidad del aire y el agua. A partir de 2000, aproximadamente, en cercanías de este sitio arqueológico se encuentran en operación las minas de Lomada de Leiva, Cerro Negro y San José.